# Puebla undulosa
Puebla undulosa là một loài bướm đêm trong họ Geometridae.